# Cajanus lanceolatus
Cajanus lanceolatus là một loài thực vật có hoa trong họ Đậu. Loài này được (W.Fitzg.) Maesen miêu tả khoa học đầu tiên.